# IC 203
IC 203 ist eine linsenförmige Galaxie vom Hubble-Typ S0-a im Sternbild Walfisch am Nordsternhimmel. Sie ist schätzungsweise 414 Millionen Lichtjahre von der Milchstraße entfernt und hat einen Durchmesser von etwa 70.000 Lj.
Im selben Himmelsareal befinden sich u. a. die Galaxien IC 199, IC 201, IC 202.
Das Objekt wurde am  5. Dezember 1893 vom französischen Astronomen Stéphane Javelle entdeckt.